# Gejza Josipović

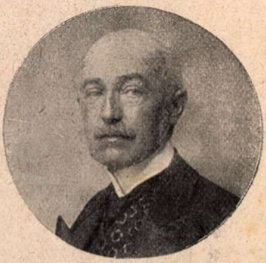
Gejza Josipović

Gejza Josipović (Hongaars: Josipovich Géza; Jalkovec, 31 januari 1857 - Boedapest, 20 mei 1934) was een Kroatisch politicus die twee keer Hongaars minister van Kroatische Aangelegenheden was: van 1906 tot 1910 (regering-Wekerle II) en van 1912 tot 1913 (regering-Lukács).
Hij was de zoon van Emerik Josipović, die eveneens deze ministerpost had bekleed. Gejza Josipović studeerde rechten aan de Universiteit van Boedapest. Hij nam deel aan de Oostenrijks-Hongaarse bezetting van Bosnië en Herzegovina. In 1887 werd hij lid van de Kroatische Sabor. Na het Verdrag van Trianon, waarbij de voormalige Kroatische gebieden van Hongarije aan het Koninkrijk Joegoslavië werden toegekend, woonde Josipović in Hongarije.
- Gemeinsame Normdatei: 1108566502
- Virtual International Authority File: 49146998539918942385